# Вишнівчицька сільська рада (Перемишлянський район)
| Вишнівчицька сільська рада — колишній орган місцевого самоврядування у Перемишлянському районі Львівської області з адміністративним центром у с. Вишнівчик. Історична дата утворення: в 1940 році. Водоймища на території, підпорядкованій даній раді: річка Золота Липа. Сільській раді були підпорядковані населені пункти: - с. Вишнівчик - с. Камінна - с. Лонівка - с. Плеників |

## Склад ради
Рада складалася з 16 депутатів та голови.

### Керівний склад ради
| ПІБ                        | Основні відомості                                                    | Дата обрання | Дата звільнення |
| -------------------------- | -------------------------------------------------------------------- | ------------ | --------------- |
| Гладка Богдана Ярославівна | Сільський голова, 1971 року народження, освіта, член народної партії | 26.03.2006   | 31.10.2010      |
| Винярський Ігор Франкович  | Сільський голова, 1962 року народження, освіта вища, безпартійний    | 31.10.2010   |                 |

Примітка: таблиця складена за даними джерела